# Un dimanche à la piscine à Kigali
 (juin 2022).
Un dimanche à la piscine à Kigali est le premier roman de Gil Courtemanche, auteur francophone né à Montréal. Publié en 2000, l'histoire raconte une relation amoureuse entre un Canadien expatrié d'un certain âge (Bernard Valcourt) et une jeune Rwandaise (Gentille), vivant tous les deux à Kigali, la capitale du Rwanda. Toute l'intrigue est construite autour du génocide au Rwanda de 1994 opposant les Tutsis et les Hutus, et de l'épidémie de SIDA, maladie très répandue au pays à cette époque.
Le roman est un succès critique et littéraire à travers le monde, le texte ayant été traduit en 23 langues.
Il a reçu le prix des libraires du Québec, le roman ayant été promu et défendu par Laure Waridel dans le Combat des livres de 2004.

## Résumé
Bernard Valcourt, journaliste québécois, habite au Rwanda, plus précisément dans sa capitale, Kigali. Dans un contexte génocidaire, il tombe amoureux de Gentille, une Hutue qui vit dans un corps de Tutsie. 

## Intrigue
Bernard Valcourt, cinéaste québécois pour des documentaires, a été envoyé à Kigali, la capitale rwandaise, pour mettre sur pied une station de télévision. Le projet n'aboutit jamais faute de volonté de la part du gouvernement du pays, qui ne veut pas trop éduquer son peuple. Valcourt tombe fou amoureux d'une jeune rwandaise nommée Gentille, qui travaille comme serveuse à l'hôtel où loge le Canadien. Celle-ci est une femme d'origine Hutue, mais son physique correspond au profil typique attribué aux Tutsis (mince, effilé). Son apparence va jouer un rôle crucial dans le déroulement de l'histoire car les miliciens Hutus, désirant exterminer tous les Tutsis, se fient principalement sur la forme du corps et du visage pour distinguer les gens des deux groupes ethniques. Ces deux personnages se lient donc d'un amour fort, Valcourt reprenant goût à la vie, découvrant le Rwanda comme une terre accueillante où il se sent chez lui, et Gentille découvrant le vrai amour décrit par Paul Éluard dans ses livres, l'amour des «Blancs», la douceur et le bonheur. Toutefois leur parcours et celui de leur entourage est parsemé d'embuches, de violence, et d'horreur de plus en plus présente au fur et à mesure que l'histoire progresse. Encouragé par son amour pour Gentille et par son désir de réaliser un documentaire sur le génocide imminent et sur les ravages du SIDA, Valcourt décide de rester au Rwanda au lieu de retourner vivre au Québec. Peu après leur mariage, lui et Gentille sont tragiquement séparés par des miliciens lors d'un contrôle. Valcourt est maintenant certain que sa bien-aimée est morte, et il cherche donc à reconstituer les derniers jours de sa vie. Cependant, il se rend vite compte qu'elle n'est pas morte, mais sur une mort imminente à cause de la violence que lui avaient infligé les miliciens. Gentille supplie Valcourt de continuer sa vie et il obéit. Quelques mois plus tard, une pneumonie emporte Gentille. Valcourt continue sa vie au Rwanda avec une femme suédoise travaillant pour la Croix-Rouge et ils adoptent une fille qu'ils nomment Gentille.

## Historique vs fictif
Les événements décrits dans le roman sont bien réels et ne relèvent pas de la fiction. Le génocide, la violence, les morts, tout cela s'est déroulé en 1994 au Rwanda. Gentille ainsi que tous les personnages secondaires, amis, fonctionnaires canadiens et belges, etc ... semblent avoir bel et bien existé et leurs histoires ne sont pas inventées. Valcourt est toutefois un personnage fictif, et sa relation amoureuse avec Gentille n'est donc pas un fait historique. On peut tout de même affirmer que plusieurs aspects du personnage de Bernard Valcourt correspondent à l'auteur Gil Courtemanche, celui-ci ayant réellement vécu à Kigali durant le génocide au Rwanda.

## Film
Le roman a été adapté en 2006 pour le cinéma. Un dimanche à Kigali a été réalisé par Robert Favreau.

## Prix
- 2001 : prix des libraires du Québec[2].